# Ooga Booga
Ooga Booga is een computerspel dat werd ontwikkeld door Visual Concepts Entertainment en uitgegeven door Sega. Het spel kwam in 2001 uit voor het platform Sega Dreamcast. Het spel wordt weergegeven in de derde persoon.

## Ontvangst
| Beoordeeld door       | Datum             | Score |
| --------------------- | ----------------- | ----- |
| IGN                   | 18 september 2001 | 94%   |
| Game Vortex           | 2001              | 90%   |
| Planet Dreamcast      | 17 oktober 2001   | 80%   |
| GameSpy               | 17 oktober 2001   | 80%   |
| neXGam                | 2003              | 77%   |
| Gamezilla             | 10 oktober 2001   | 75%   |
| GameSpot              | 17 september 2001 | 72%   |
| The Video Game Critic | 11 januari 2002   | 67%   |